# Gregor von Bochmann
Pour les articles homonymes, voir Bochmann.
Gregor von Bochmann (né le 1er juin 1850 sur le domaine de Nehatu (de) en gouvernement d'Estonie et mort le 12 février 1930 à Hösel près de Düsseldorf) était un artiste peintre et dessinateur germano-balte qui a étudié à la Kunstakademie Düsseldorf et s'est établi ensuite à Düsseldorf.
Par sa participation régulière aux expositions et ses premières œuvres, qui étaient en partie spectaculaires, Gregor von Bochmann était bien reconnu durant sa vie. Après sa mort, des expositions commémoratives ont été organisées en 1930 et 1951 à l'association d'art pour la Rhénanie et Westphalie (de) (en 1951 avec 70 œuvres), mais plus tard l'intérêt a diminué - même si ses œuvres restaient présentes dans le commerce international des arts. Néanmoins, depuis ce siècle, il y a eu des expositions à Düsseldorf, à Eutin et en Estonie, et un livre sur la vie et l'œuvre du peintre a été publié en 2007.

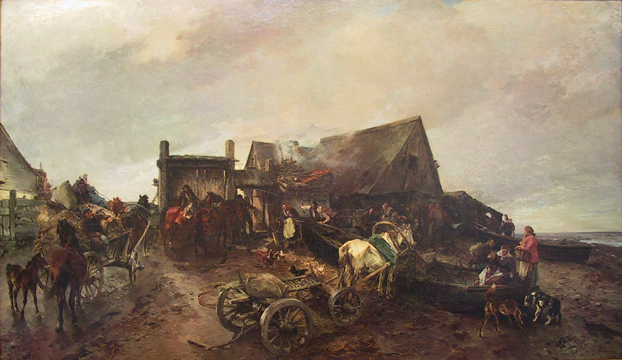
Vieux marché de poisson près de Tallinn, 1886, huile, Kunstmuseum Düsseldorf

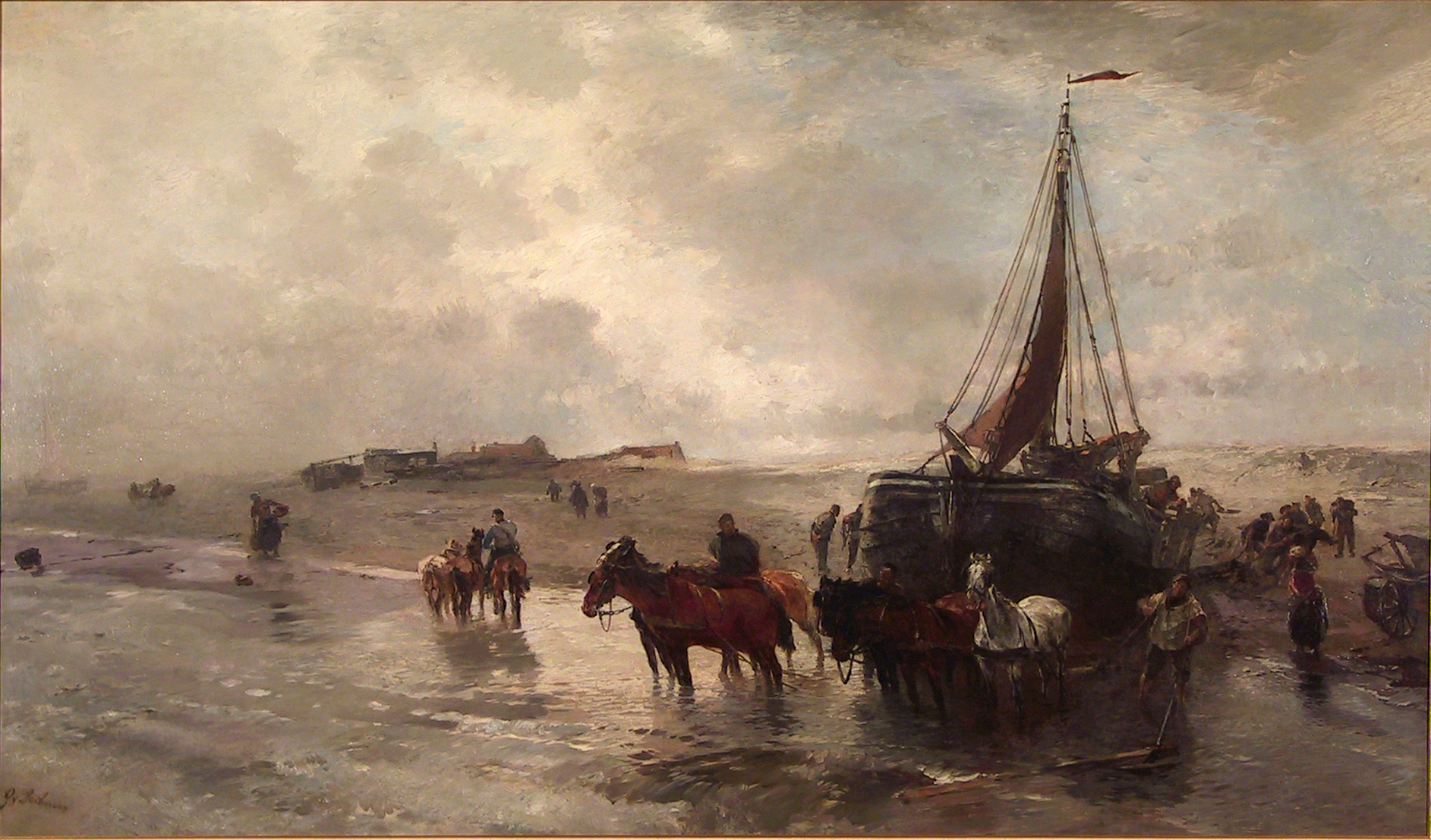
Préparation d'un bateau de pèche en Hollande, 1888, huile, collection particulière

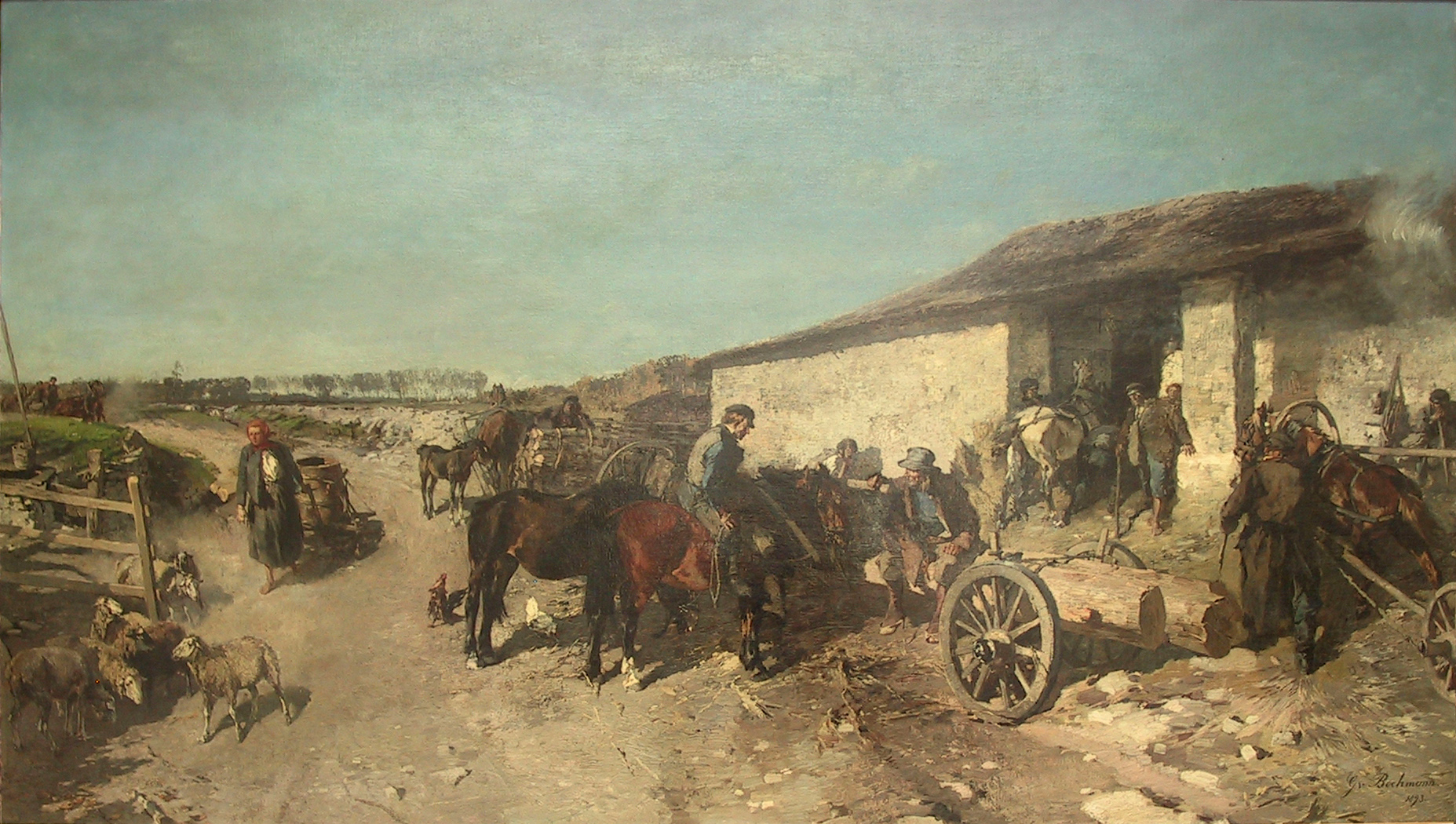
Devant la forge, huile, Stiftung Sammlung Volmer, Wuppertal

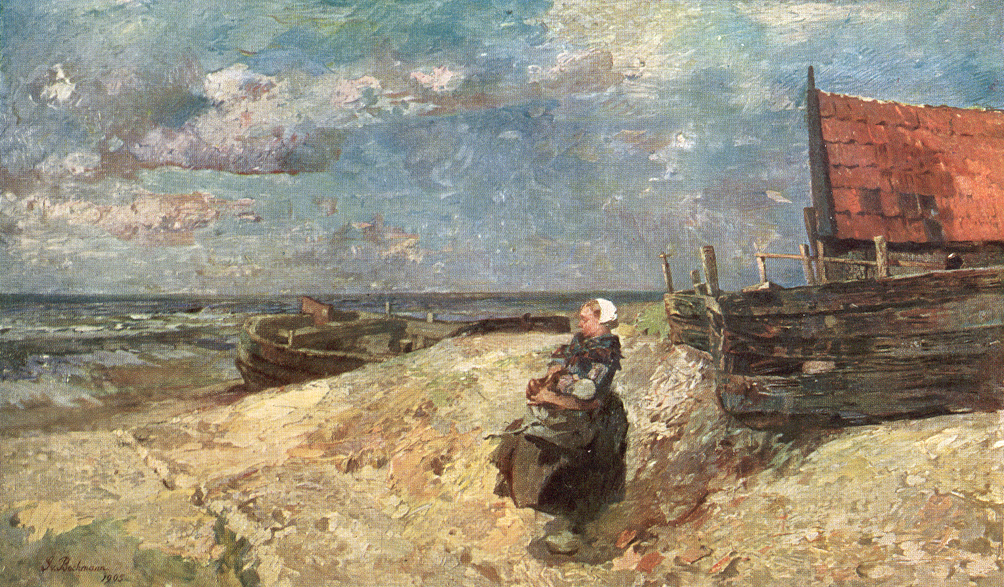
En attente, 1905, huile

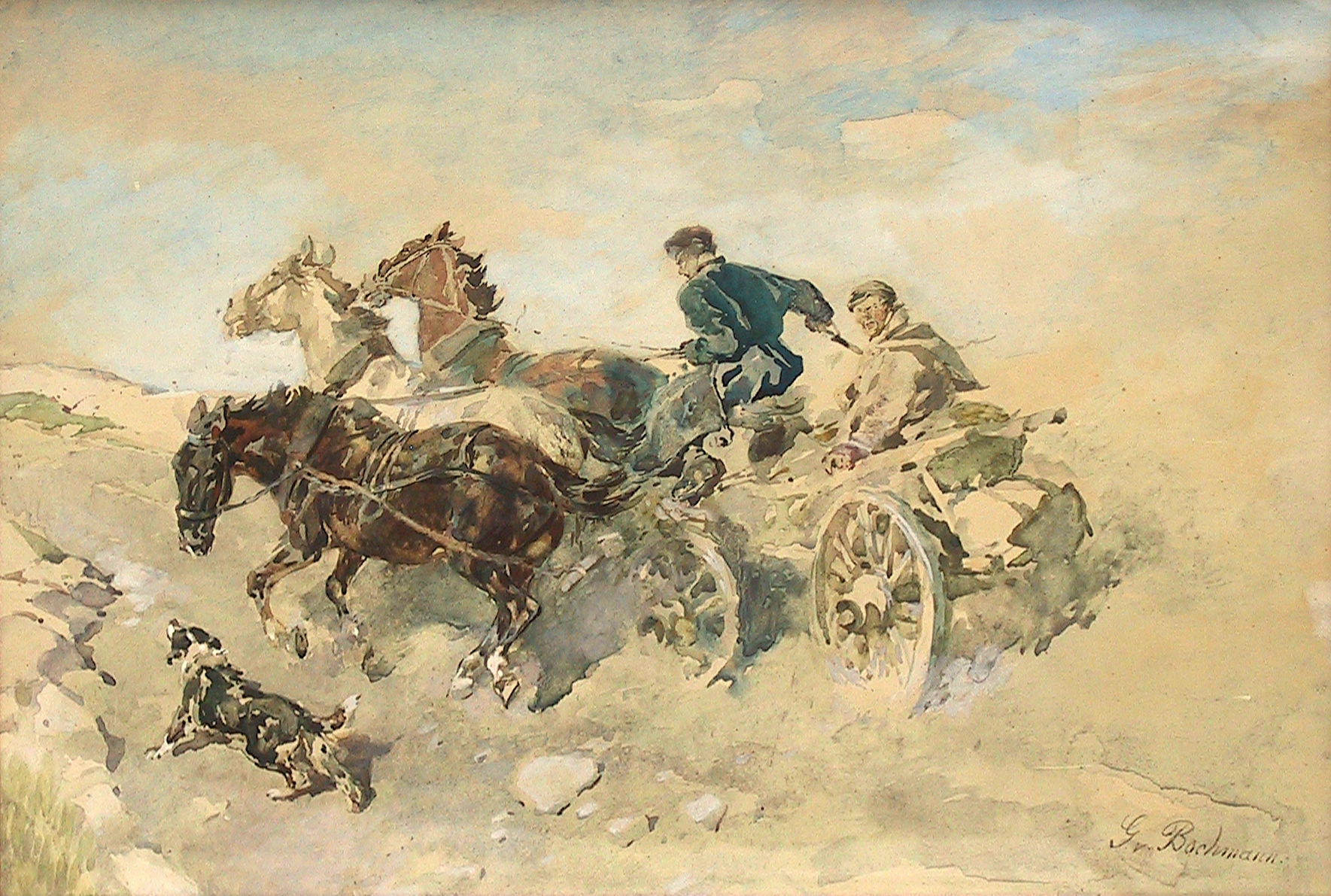
Fermiers estoniens en troïka, aquarelle

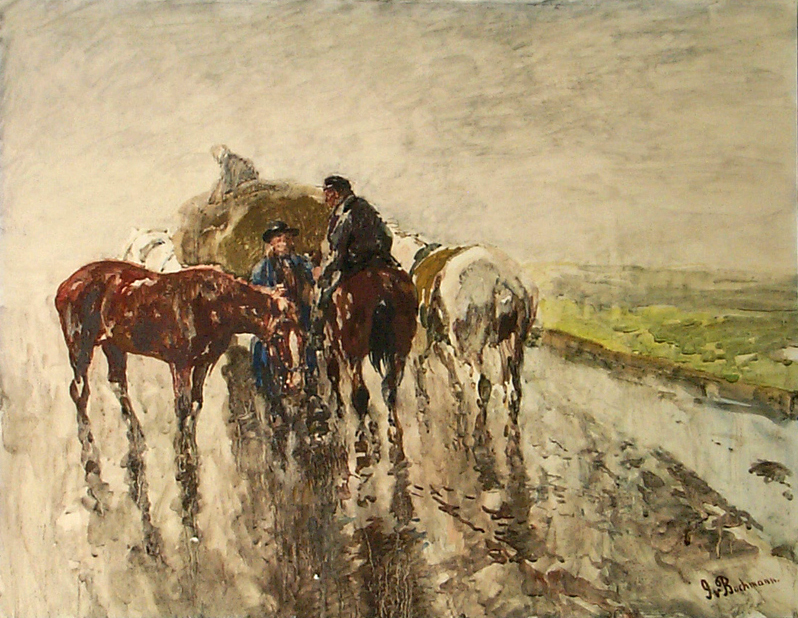
Une journée de pluie, aquarelle, Musée des arts étrangers, Riga, Lettonie

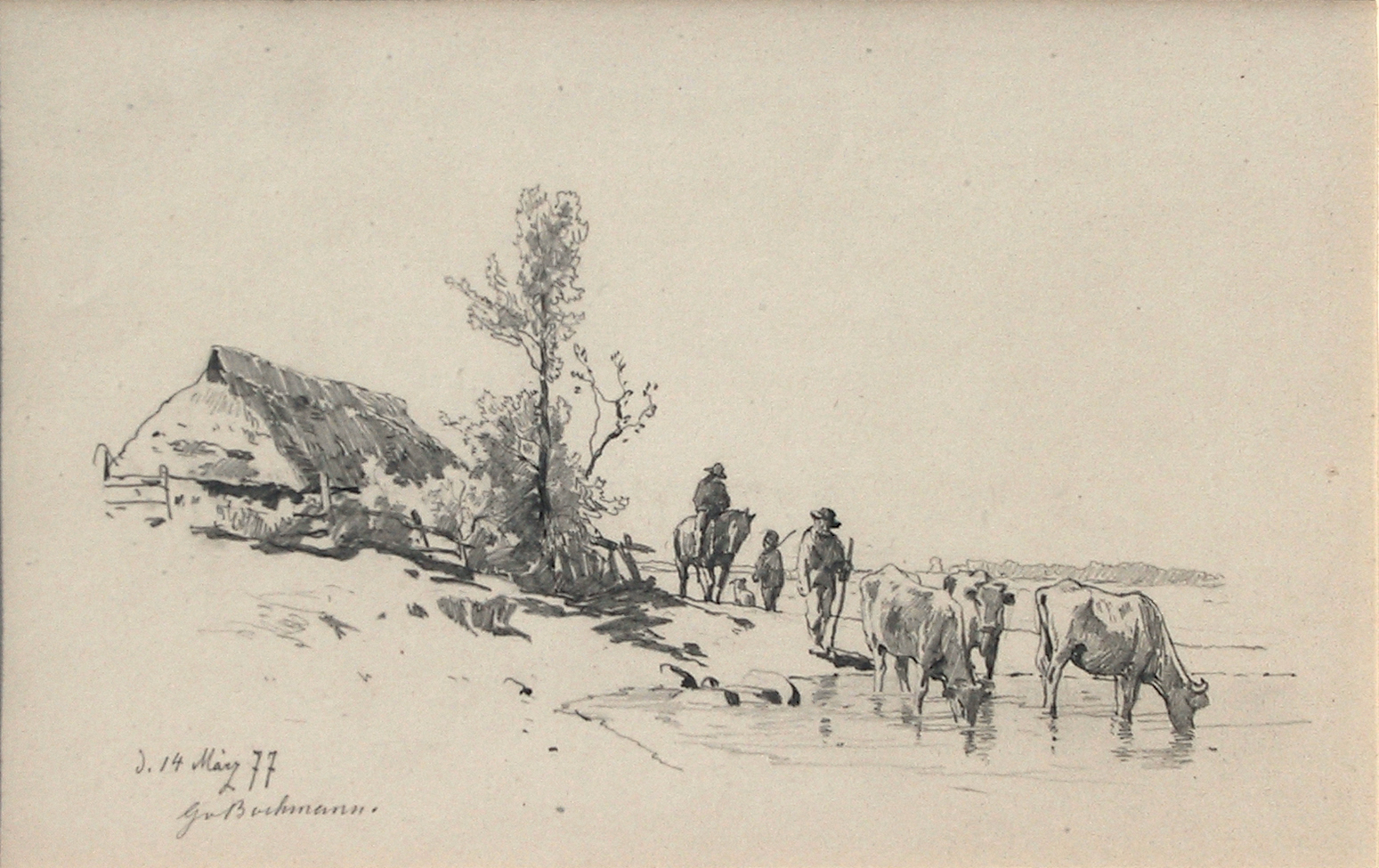
Vaches près de l'eau en Estonie, 1877, dessin au crayon

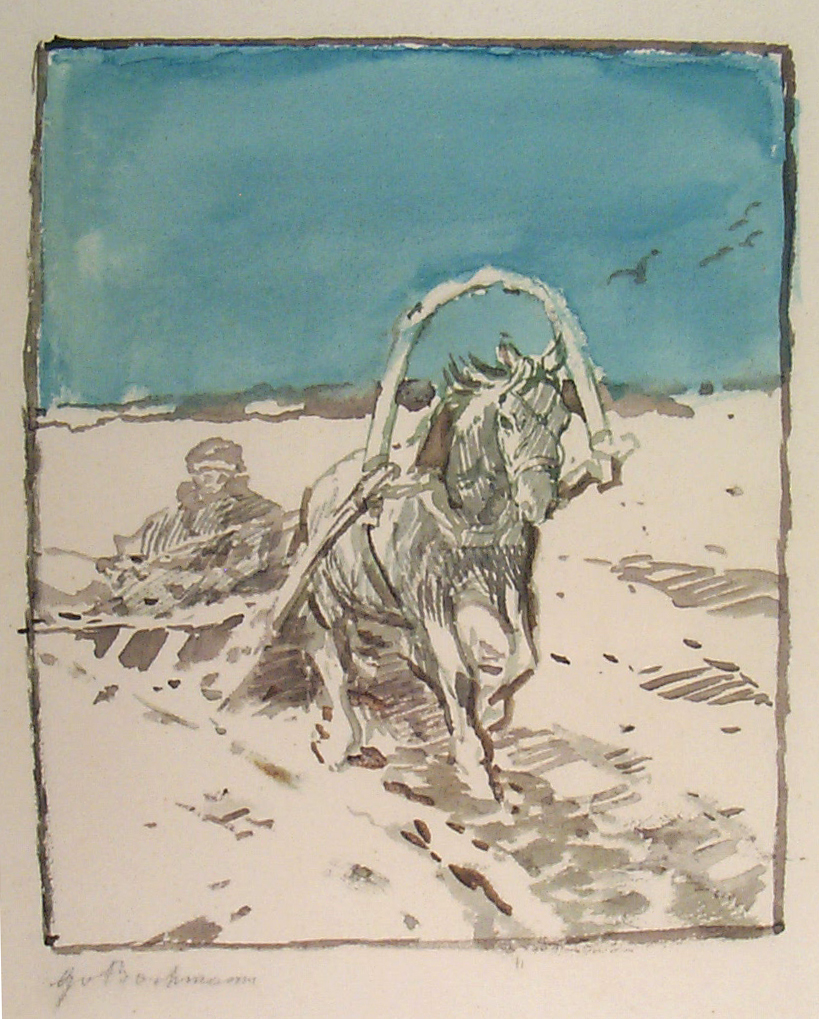
Traineau avec chevaux, dessin au pinceau colorié

## Sa vie
Pendant sa jeunesse, Gregor von Bochmann vivait à la campagne en gouvernement d'Estonie, qui était alors sous administration russe. Son père était inspecteur forestier pour les domaines nationaux du gouvernement estonien, et avait été anobli pour ses mérites dans la guerre de Crimée. Le jeune Gregor voyageait souvent avec son père à travers le paysage estonien et pratiquait son sens de l'observation. Il fréquentait le Lycée gouvernemental lycée gouvernemental (en) à Tallinn de 1862 à 1868 où son professeur d'art, Theodor Albert Sprengel (de) (1832–1900), qui avait lui-même étudié à Saint-Pétersbourg et à Düsseldorf, a remarqué le talent artistique extraordinaire de Gregor. Il lui a procuré en 1868 une bourse de la Fondation Schiller de Tallinn pour étudier à l'Académie des beaux-arts de Düsseldorf qui était connue pour l'École de peinture de Düsseldorf. 
Après avoir passé rapidement les classes de dessin et celle d'art ancien de l'Académie, il est inscrit en 1869 pour une demi-année à la classe de paysage d'Oswald Achenbach, jusqu'à ce que celui-ci quitte l'Académie. Déjà en 1871, Bochmann fonde son atelier à Düsseldorf et, par la suite, il fait plusieurs voyages d'études en Hollande, Belgique et Estonie, ce qui lui fournit des motifs pour ses tableaux. Le 22 août 1877, il épouse, à Düsseldorf, Emilie (Milla) Poensgen (* 1856), fille de Julius Poensgen (de) (1814–1880) qui fait partie d'une famille bien connue (de). Un de ses fils, Gregor von Bochmann le Jeune (de), devient un sculpteur reconnu.
Encore jeune, il participe à des expositions d'art importantes (Düsseldorf, Munich, Vienne, Dresde, Berlin, Exposition universelle de 1878 à Paris) et obtient un bon nombre de prix d'excellence. En plus de médailles d'expositions, il est devenu membre de l'Académie des arts de Berlin en 1893, et en 1895 il a obtenu le titre de Königlicher Preußischer Professor. Le 13 juillet 1899, il a été accepté dans la noblesse prussienne par la reconnaissance de Guillaume II de son titre de noblesse russe.
Par sa fondation de l' Association libre des artistes de Düsseldorf, Bochmann peut être considéré comme un des premiers sécessionnistes (voir par exemple Sécession de Munich). Il était aussi un membre du conseil du Deutschen Künstlerbund.

## Ses œuvres
On compte parmi ses œuvres principales : 
- Place du marché en Estonie (environ 1870) et Marché aux poissons près de Reval (1886) au Kunstmuseum Düsseldorf ;
- Les faucheurs (après 1870) et Chantier naval dans le sud de la Hollande (1878) aux Musées d'État de Berlin ;
- Ferme avec perrons, moutons et bétail (1879) au Victoria and Albert Museum à Londres ;
- Route de campagne en Estonie (1910) au Musée d'art d'Estonie ;
- Sur la plage en Hollande (1894) au Neue Pinakothek à Munich.

Bochmann faisait aussi d'excellents dessins et aquarelles.
Pendant son allocution lors de l'ouverture de l'exposition commémoratives de 1951, Heinz Peters disait : « Il y a principalement deux motifs qui traversent l'œuvre de Bochmann comme une ligne rouge : la vie du peuple en Estonie et le travail des pêcheurs sur la côte hollandaise. Bochmann essaie toujours de créer des nouvelles variations artistiques dans ces thèmes, et son amour s'attache autant aux paysages qu'aux personnes, qui ne deviennent jamais du staffage. Avec beaucoup d'attention et des coups de pinceaux minutieux, il insère des détails, parfois presque trop élaborés, dans la composition clairement conçue. Il a sur sa palette des nuances de couleurs qui donnent aux figures de la plasticité et aux paysages la profondeur atmosphérique, qui a été souvent reconnue, et un espace rempli de couleurs. Bochmann fait très attention au traitement de la lumière, et souvent l'atmosphère voulue est atteinte par un traitement souverain du jeu de lumière et d'ombre, et ceci est très différent de la façon donc les impressionnistes dissolvent l'ombre en couleurs. Pendant sa première époque, Bochmann aime des couleurs dans le brun, ce qui lui donnait la réputation de vieux style (altmeisterlich). On peut clairement voir une évolution pendant les six décennies de sa créativité qui allait d'une libération de la peinture très détaillée vers une conception globale du tableau et d'un choix de couleurs correspondant. Parmi les œuvres les plus précieuses, il faut mentionner les aquarelles et esquisses en couleurs, qui sont faites avec une maîtrise rare. Ici, l'artiste a une écriture qui est très différente de ses tableaux d'huile. Seules ses aquarelles seraient suffisantes pour placer Bochmann, l'artiste entre les périodes, dans la première ligne parmi les artistes de l'École de Düsseldorf, et de l'honorer dans notre souvenir. »

## Distinction
- Chevalier de l'ordre de Léopold (Belgique, 18 novembre 1875)[5].

## Littérature
- T. Abel in Allgemeines Künstlerlexikon – Die Bildenden Künstler aller Zeiten und Völker. Bd. 12. Saur, München/Leipzig 1996, S. 32 f.
- E. Bénézit, Dictionnaire critique et documentaire des Peintres, Sculpteurs, Dessinateurs et Graveurs, Gründ 1976, tome 2, page 101
- (de) Paul Campe, « Bochmann, Alexander Heinrich Gregor von », dans Neue Deutsche Biographie (NDB), vol. 2, Berlin, Duncker & Humblot, 1955, p. 340 (original numérisé).
- Julia Hümme: Gregor von Bochmann (1850–1930). Leben und Werk eines deutsch-baltischen Malers in Düsseldorf (Dissertation). Verlag Ludwig, Kiel, 2007,  (ISBN 978-3-937719-31-3)
- Silke Köhn: Gregor von Bochmann 1850–1930. Sammler Journal, April 2009, S. 72–79
- Der Maler Gregor von Bochmann. Katalog zur Ausstellung Galerie an der Börse, Düsseldorf vom 3. bis 17. August 2002,  (ISBN 3-9806030-1-6)
- Lexikon der Düsseldorfer Malerschule, München 1997–98, Bd. 1
- Bochmann, Alexander Heinrich Gregor. In: Vilhelms Neimanis: Lexikon Baltischer Künstler. Verlag von Jonck & Poliewsky, Riga 1908, S. 16 f.
- The Road to Reval – 19th century Estonian art from private collections. Ausstellungskatalog. Mikkel Museum, Tallinn, 13. Februar – 21. März 2010, St. Lucas Gallery,  (ISBN 978-9949-21-017-6)